# جورج إدوارد ميتشيل
جورج إدوارد ميتشيل (بالإنجليزية: George Edward Mitchell)‏ هو سياسي أمريكي، ولد في 3 مارس 1781، وتوفي في 28 يونيو 1832. حزبياً، نشط في الحزب الديمقراطي. وقد انتخب عضو مجلس النواب لولاية ماريلند وانتخب عضو مجلس النواب الأمريكي.